# إياس أبو غزالة
إياس أبو غزالة واسمه الكامل إياس بسام لطفي أبو غزالة (14 أغسطس 1978 -)، ممثل سوري من مواليد دمشق، أصوله من مدينة طولكرم الفلسطينية. والده هو الفنان بسام لطفي.

## حياته الشخصية
والده هو الفنان بسام لطفي «أبو غزالة»، اختلاف اسم الشهرة بين الأب والابن جعل الناس لا تربط بينهما، وحتى لا يكون نجاحه بسبب شهرة أبيه بل بفضل موهبته وحدها؛ فقد قرر إياس منذ بداية حياته الفنية استعمال اسم عائلته الكامل «أبو غزالة» والتي تعد إحدى عائلات مدينة طولكرم الفلسطينية. بدأ التمثيل عام 2001، وشارك في دبلجة بعض الأعمال، منها الرسوم المتحركة والمسلسلات التركية.

## أعماله

### من المسلسلات
- على قيد الحب
- حمام القيشاني
- أسياد المال
- أسرار المدينة
- أساطير شعبية
- حكايا الناس
- أنت عمري
- جرن الشاويش
- سحابة صيف
- قتل الربيع

### من المسرحيات
- أبو خليل القباني
- المفتاح
- عيد الميلاد
- في بيت كوبيلو
- أغنية القمر
- حكاية الشتاء
- بحر الزمن الضائع

### من الأفلام
- فوق الرمل تحت الشمس

### الأعمال الإذاعية
- ورد وياسمين وغار
- مملكو النحل
- قرأت مجدك
- هلا سألت
- الخيل
- شخصيات روائية

### أعمال الدبلجة
- نساء حائرات - مسلسل تلفزيوني، جميل.
- اين ابنتي - مسلسل تلفزيوني، غسان.
- سنوات الضياع - مسلسل تلفزيوني، عمر.
- الدراج المقنع (يوجي)

ناروتو - رسوم متحركة، انمي ناروتو.
- جاكي شان - مغامرات جاكي شان.
- عصام - ينبوع الأحلام.
- زين وجهاد - أبطال الكرة.
- كريبتو - كريبتو.
- فريد - السيف القاطع.
- جاكي براينت - المقاتل النبيل.
- إيمبوشي وسوبوشي - السراب.
- كمال - بي بليد (الجزء الرابع).
- دان (الجزء الأول) - مونستر هانتر ستوريس رايد أون.
- كاغامي تايغا - كرة سلة كوروكو.
- تشايس - مونسونو.
- سامي - إيداتين جمب.
- مسلسل التركي ( صدفة ) بدور مراد

مسلسل جودا أكبر بدور جلال الدين اكبر
المسلسل التركي ( وتمضي الأيام ) بدرو علي

## روابط خارجية
- إياس أبو غزالة على موقع IMDb (الإنجليزية)
- إياس أبو غزالة على موقع قاعدة بيانات الأفلام العربية